# Valguarnera (famiglia)
I Valguarnera sono una famiglia nobile italiana di origine catalana, fondata in Sicilia alla fine del XIV secolo. Affermatasi tra le maggiori case feudali dell'isola, numerosi suoi esponenti ricoprirono le più alte cariche politiche e militari, in modo particolare nella città di Palermo.
Il ramo principale dei Principi di Valguarnera si estinse nella seconda metà del XIX secolo negli Alliata dei Principi di Villafranca, e la famiglia è rappresentata dal ramo secondario dei Principi di Niscemi.

## Origini
La dinastia, secondo i più antichi eruditi, ebbe origine in Catalogna nel V secolo, all'epoca del Regno visigoto. La sua fondazione viene attribuita ad un Guarnero, principe di Empúries, e indicato come fratello minore di Ataulfo, re dei Visigoti, che vi avrebbe edificato il castello di Vallgornera. Il Mugnos nella sua opera Teatro genologico delle Famiglie Nobili titolate feudatarie ed antiche nobili del fidelissimo Regno di Sicilia viventi ed estinte del 1667, nel descrivere le origini dei Valguarnera riporta la tesi di Berengario de Aguil, che oltre a indicare il predetto Guarnero come capostipite, ne elenca pure la discendenza.
Il castello di Vallgornera, sito a Peralada, nella provincia di Gerona, in Catalogna, risulta documentato a partire dal 1123. Fonti più recenti indicano pertanto come capostipite dei Vallgornera, Berenguer Sord, un cavaliere di Peralada vissuto nella metà del XIII secolo, il cui figlio Giacomo (o Jaume, † 1271) fu I signore di Vallgornera. Dai discendenti di quest'ultimo ebbero origine il ramo catalano che nel XVII secolo si fregiò del titolo di Marchesi di Vallgornera, e quello siciliano che si cognomò nella forma italianizzata Valguarnera e si suddivise in più linee.

## Storia
Simone di Vallgornera e Villalonga, II signore di Vallgornera († 1334), nel 1282 passò in Sicilia al seguito di re Pietro III d'Aragona, che tolse il possesso dell'isola agli Angioini. Baiulo di Re Pietro, servì il di lui figlio il re Federico III di Sicilia, per il quale nel 1313 conquistò assieme a Raimondo Muntaner l'isola di Gerba, nella quale fece edificare il castello di Valguarnera. Nel 1320, Violante d'Aragona, duchessa di Calabria, figlia del Re Pietro di cui fu balio, e consorte di Roberto d'Angiò, gli assegnò la signoria di Nicastro. Fu pretore di Palermo nel 1333-34. Possedeva il bosco di Godrano, in territorio di Vicari, nel Val di Mazara. Il fratello minore Francesco († 1355), ebbe assegnati i feudi Palumba, Giardinello, Godrano e Chaffu. Fu aio del Re Federico e del di lui figlio Pietro II, comandante delle truppe del Regno di Sicilia e generale dell'armata navale del Regno di Napoli. Sposò Belvisa Barresi dei Signori di Pietraperzia, da cui ebbe i figli Francesco e Alemanna. Francesco, nel 1338 ebbe concessa la signoria di Vicari, e da lui derivò il ramo dei Baroni di Godrano.
Alla fine del XIV secolo, al seguito di Martino, duca di Montblanc giunsero in Sicilia i cavalieri Simone († 1428) e Vitale († 1410 ca.), figli di Giacomo, III signore di Vallgornera. Costoro, per privilegio dato dal Re Martino il 20 gennaio 1397, ebbero concessione congiunta della terra di Assoro, nel Val Demone, con i feudi Rassuara e Murra, e l'anno seguente, nel 1398, acquistarono il feudo Caropepe. Simone, fu castellano di Paternò nel 1396, gentiluomo di camera e capitano di guardia del Re di Sicilia, e Vitale armiere di Re Martino e capitano di giustizia di Nicosia nel 1409. Entrambi morti senza lasciare discendenza, i loro feudi vennero ereditati dal fratello maggiore Francesco, giunto dalla Catalogna assieme al figlio Vitale.
Vitale di Valguarnera e Sort, III barone di Assoro e di Caropepe († 1497), si unì in matrimonio ad Antonia Centelles Ventimiglia dei Conti di Collesano, da cui ebbe i figli Giovanni e Giacomo. Il primogenito Giovanni, IV barone di Assoro, fu stratigoto di Messina (1475), presidente del Regno di Sicilia (1485), capitano della cavalleria siciliana (1486), e deputato del Regno (1496); il secondogenito Giacomo († 1501), fu vescovo di Malta dal 1495. Dall'unione tra Giovanni e Beatrice Barresi dei Baroni di Militello, nacquero quattro figli, di cui l'unico maschio fu Francesco († 1491), che dalla consorte Beatrice Marchese Speciale dei Baroni della Scaletta, ebbe i figli Giovanni, Ponzio e Vitale. Di questi, succedettero nel possesso dello Stato di Assoro al predetto Giovanni, i nipoti Ponzio e successivamente Vitale, essendo il loro padre Francesco premorto all'avo.
Giovanni Valguarnera Ribasaltes, VII barone di Assoro († 1554), figlio di Vitale, milite negli eserciti dell'imperatore Carlo V d'Asburgo, stratigoto di Messina nel 1543, fu creato I conte di Assoro per privilegio dato l'11 agosto 1543, esecutoriato il 12 settembre. Con altro privilegio dato dall'Imperatore Carlo V nel 1553, ottenne la licentia populandi per il feudo Caropepe e fondarvi il casale di Valguarnera, dal nome della sua famiglia. Detto Giovanni, si unì per due volte in matrimonio, dapprima con Beatrice Barresi dei Signori di Pietraperzia da cui non ebbe eredi, e successivamente con Giovanna de Luna Moncada dei Conti di Caltabellotta da cui ebbe sei figli.
Dall'unico tronco dei Conti di Assoro, nel XVII secolo derivarono le linee principesche di Valguarnera e di Niscemi, e quella marchionale di Santa Lucia. Di queste, l'unica ancora fiorente in linea cognatica è quella dei Principi di Niscemi. La famiglia risulta estinta per via maschile.

## Rami
Principi di Valguarnera
Linea principale del casato, ebbe origine con Francesco Valguarnera del Carretto, VI conte di Assoro (1592-1635), che per privilegio dato dal re Filippo IV di Spagna il 24 ottobre 1626, esecutoriato il 26 gennaio 1627, ricevette investitura del titolo di I principe di Valguarnera.
Ebbe i titoli di Principe di Valguarnera e Conte di Assoro, e acquisì per successione dai Grifeo i titoli di Principe di Gangi e Marchese di Regiovanni, e dai Gravina il titolo di Principe di Gravina. Si estinse nella seconda metà del XIX secolo con Pietro Valguarnera La Grua, VII principe di Valguarnera (1770-1855), morto celibe e senza eredi, a cui succedette nei titoli il nipote Alessandro Alliata Valguarnera dei Principi di Villafranca.
Principi di Niscemi
Il ramo deriva da Vitale Valguarnera Lanza (1617-1676), figlio terzogenito di Francesco, I principe di Valguarnera, dapprima investito del titolo di Duca dell'Arenella (1645), e poi del titolo di Principe di Niscemi che acquistò nel 1661 da Giuseppe Branciforte, V principe di Butera. Deputato del Regno (1645), governatore del Monte di Pietà di Palermo (1661), capitano giustiziere (1665-66) e pretore di Palermo (1669-70), procreò da due diverse unioni Ponzio e Giuseppe. Ponzio Valguarnera Beccadelli di Bologna, fu governatore della Compagnia della Pace di Palermo (1687 e 1706) e governatore del Monte di Pietà di Palermo (1707); Giuseppe Valguarnera Starrabba, III principe di Niscemi († 1720), fu sopraintendente alla Real Zecca (1686), senatore di Palermo (1697), maestro razionale del Regio Patrimonio, capitano di Giustizia di Palermo (1711-12), deputato del Regno (1714), e presidente dell'Arciconfraternita della Redenzione dei cattivi.
La linea dei Principi di Niscemi e Duchi dell'Arenella proseguì con i discendenti di Giuseppe: Vitale Valguarnera Branciforte, IV principe di Niscemi († 1767), figlio di Giuseppe, fu governatore del Monte di Pietà di Palermo (1716-17 e 1720), capitano di giustizia di Palermo (1727), maestro razionale del Regio Patrimonio (1752).  Dalla consorte Anna Maria La Grua Sanfilippo dei Principi di Carini, ebbe quattro figli, di cui l'unico maschio fu Salvatore, V principe di Niscemi (1732-1784), che fu governatore della Compagnia di Carità di Palermo (1750, 1760, 1772 e 1773), senatore di Palermo (1778), capitano del Porto di Palermo (1783). Questi, sposò Melchiorra Emanuela Cottone Tarallo Rao, che gli portò in dote nel 1762 il territorio di Giardinello, e da cui ebbe otto figli, tra cui Corrado, VI principe di Niscemi (1764-1833).
Giuseppe Valguarnera Ruffo, VII principe di Niscemi (1797-1879), figlio di Corrado, fu maggiordomo di settimana dei re Ferdinando II e Francesco II di Borbone, e sedette alla camera alta del parlamento del 1848 per la parìa di Castelnuovo. Sposò Caterina Tomasi Wohinger dei Principi di Lampedusa, da cui ebbe i figli Elisabetta (1834-1898) e Corrado, VIII principe di Niscemi (1838-1903). Quest'ultimo, fu garibaldino e Senatore del Regno d'Italia, e dalla consorte Maria Antonietta Favara Camminneci ebbe quattro figli, tra cui Giuseppe.
Giuseppe Valguarnera Favara, IX principe di Niscemi (1868-?), fu deputato del Regno d'Italia, riconosciuto con decreto ministeriale del 27 maggio 1903 nei titoli di Principe di Niscemi e di Duca dell’Arenella, e con decreto ministeriale del 16 novembre 1909 nel titolo di Principe di Castelnuovo. Sposò Beatrice Mantegna Mastrogiovanni dei Principi di Gangi, da cui ebbe i figli Corrado, X principe di Niscemi (1901-1966), Benedetto (1902-1950) e Raimondo (1904-1942).
Marchesi di Santa Lucia
Ponzio Valguarnera, figlio naturale di Ottavio dei Principi di Valguarnera, fu senatore di Palermo nel 1686-87 e nel 1699-1700, con privilegio dato a 28 settembre esecutoriato a 4 dicembre 1700, ottenne concessione del titolo di I marchese di Santa Lucia. Dalla prima unione con Dorotea Valguarnera Colnago ebbe un figlio, Ottavio, II marchese di Santa Lucia (1689-1730), e dalla seconda unione con Anna Gherardi, ebbe Giuseppe († 1746).
Il ramo primogenito derivato da Ottavio si estinse dopo appena due generazioni, e il titolo di Marchese di Santa Lucia pervenne ai discendenti di Giuseppe, con il figlio di questi Emanuele Valguarnera e Valguarnera, IV marchese di Santa Lucia, succeduto al cugino Rinaldo, III marchese di Santa Lucia, morto senza eredi nel 1746. Detto Emanuele, ricoprì gli incarichi di governatore del Monte di Pietà (1759-60) e di Superiore della Pace di Palermo (1761), e sposò Maria Genoveffa Gentile dei Marchesi Gentile, da cui ebbe i figli Giuseppe e Luigi, coi quali si estinse anche il ramo secondogenito.
Da Giuseppe Valguarnera Gherardi dei Marchesi di Santa Lucia nacque un ramo derivato dal figlio naturale Giovanni (1718-1795), attuario dei Tribunali della Regia Monarchia (Legazia Apostolica), Concistoro (Sacra Regia Coscienza) e Cause Delegate, attuario del Consultore del Viceré, ed attuario fiscale del Regio Lotto di Sicilia, da cui fiorì discendenza.
Baroni di Godrano
Capostipite del ramo fu il catalano Francesco di Valguarnera Barresi, II signore di Vicari, figlio di Francesco, cavaliere catalano dei Signori di Vallgornera.  Fu generale dell'armata navale del Regno di Napoli e Regio consigliere aulico del re Martino I di Sicilia nel 1392. Ebbe una robusta discendenza, avendo procreato sette figli attraverso due diverse unioni, e gli succedette il figlio maggiore Francesco, III signore di Vicari († 1404), che dalla consorte Lucia d'Alagona ebbe un unico figlio, Simone († 1408), il quale prima di morire vendette la signoria di Vicari a Gilberto Talamanca, ad eccezione del feudo Godrano.
Morto Simone Valguarnera senza legittima discendenza, gli succedette nel possesso di Godrano lo zio paterno Giovanni († 1432), cavaliere al servizio di re Alfonso V d'Aragona, che ebbe per moglie Giovanna Grifeo. Morto senza lasciare legittima discendenza, gli succedette il nipote Francesco Valguarnera Lombardi († 1466), figlio del fratello minore Antonio († 1448), che dal re Giovanni II d'Aragona ottenne licenza di popolare il feudo Godrano, elevato a baronia. Dalla moglie Eleonora d'Esfar dei Baroni di Siculiana, ebbe sei figli, tra cui Gilberto, II barone di Godrano († 1494), che fu camerlengo del Regno di Sicilia. Detto Gilberto, dalla prima consorte Margherita Ventimiglia, ebbe il figlio Antonio, e dalla seconda Isabella Abbatelli Chiaramonte dei Baroni di Cefalà, ebbe i figli Francesco, Giovanni Guglielmo, Sigismondo ed Eleonora. A Gilberto succedette il maggiore dei figli di secondo letto, Francesco, III barone di Godrano († 1518), che fu padre di Gilberto, Francesco e Antonio. Il secondogenito di secondo letto, Giovanni Guglielmo, acquistò la terra di Siculiana, di cui si investì barone; Sigismondo, attraverso il matrimonio con Violante Orioles, nel 1522 ottenne il possesso della baronia di Cabica, in territorio di Casteltermini.
Per la morte senza eredi legittimi di Antonio Valguarnera, IV barone di Godrano († 1537), il feudo passò al cugino Simone, figlio di Giovanni Guglielmo. Detto Simone, V barone di Godrano, sposò Lavinia Cappasanta, da cui ebbe i figli Fabrizio e Giovanni Guglielmo. Il primogenito Fabrizio, VI barone di Godrano († 1589), cavaliere e mecenate, fondò a Palermo l'Accademia dei Risoluti (1570), e fu pretore di Palermo (1583 e 1589). Sposò Giovanna Beccadelli di Bologna dei Baroni di Sambuca, da cui ebbe dieci figli, tra cui Simone, poeta, Annibale, VII barone di Godrano, e Mariano (1564-1634), illustre oratore, filologo e storico.
Annibale Valguarnera Beccadelli di Bologna, VII barone di Godrano, fu pretore (1593-94 e 1598-99) e capitano di giustizia di Palermo (1595-96 e 1607-08). Sposò Lavinia Beccadelli di Bologna, da cui ebbe Vincenzo, Giovanna e Antonia. Con il primogenito Vincenzo, VIII barone di Godrano († 1629), che fu governatore della Compagnia della Pace di Palermo (1611), e non lasciò discendenza, si estinse la linea dei Baroni di Godrano. Fu suo successore il nipote Alfonso Conti Valguarnera, figlio della sorella Giovanna e del marito Francesco Conti, barone di Casalbianco.

## Arma
D'argento, a due fasce di rosso. Corona e mantello di principe.